# Коваленко, Герман Михайлович
Ге́рман Миха́йлович Ковале́нко (6 апреля 1935 — 15 апреля 1996) — актёр театра «Современник» и кино, советский и российский диктор, мастер дубляжа. В 1980-е годы — ведущий популярной радиопередачи «В субботу вечером», один из мэтров телевизионного закадрового озвучивания.

## Биография
Детство Германа Коваленко было омрачено войной, а юность пришлась на послевоенные годы. Войдя в период зрелости, совпавший со временем конца оттепели, Герман примкнул в стан поколения шестидесятников. Добрых качеств характера его не лишили и все перенесённые им тяготы. По выражению актёра и писателя Владимира Шурупова, «Герман из тех, кто есть — порядочность племени шестидесятников».

### Театр
В 1958 году окончил Театральное училище имени Щепкина. С 1963 года — артист Московского театра «Современник». В театре был занят во многих спектаклях — от постановок А. П. Чехова у Галины Волчек и до современных отечественных авторов в 1970-е годы. В драме «Спешите делать добро» по одноимённой пьесе Михаила Рощина он сыграл Усачёва. Особенно удачно давались роли людей при исполнении и обличенных полномочиями бюрократов, которые уже не в последнюю очередь были наделены морально-нравственным превосходством, указывали на недостатки и исправляли их. Свою лучшую работу Герман Коваленко исполнил в пьесе драматурга Наума Брода «Мне хотя бы маленького щенка мужского рода», поставленной в 1980 году Аллой Кигель и не вошедшей в репертуар «Современника». Ей стала роль заезжего гостя, навестившего рабочую супружескую пару, вскрывающего отношения, царящие в семье, и их причины. В числе энтузиастов участвовал в шефских концертах на гастролях театра с выездами на заводы, фабрики, в воинские части.

### Работа за кадром
Будучи молодым актёром, в 60-х годах Герман вызывается на дублирование художественных фильмов на киностудию «Союзмультфильм». В 1969 году у Георгия Калитиевского в совместно немецко-югославских картинах с участием Гойко Митича голосом Коваленко в роли благородного воина племени дакота говорили известный тогда артист Слободан Дмитриевич, ставший супругом актрисы Барбары Брыльски аккурат после съёмок в фильме «Белые волки», и восточногерманский актёр Рольф Рёмер.
Взвешенная мелодика и ритмика голоса, вдумчивая мягкая рассудительность и некатегоричность Германа привлекли к себе внимание одного из ведущих режиссёров озвучивания фильмов главной редакции кинопрограмм на ЦТ СССР Клёны Белявской, предпочитавшей иметь дело с такими артистами, как Всеволод Ларионов и Вячеслав Невинный. Коваленко работал в качестве сотрудника студии телеозвучивания Центрального телевидения, с 27 декабря 1991 года — студии кинопрограмм Первой программы «Останкино». Много и активно сотрудничал с редакциями Всесоюзного радио, озвучивал материалы и радиопостановки, и его часто можно было слышать в закадре. На протяжении многих лет он оставался основным штатным голосом в команде Клёны, привлекался к работе Ириной Филимоновой, Тамарой Верченко и Инной Минаевой (французский сериал «Человек, который смеётся» по роману В. Гюго был озвучен вместе с другом и коллегой Владимиром Шуруповым). Большинство озвученного представляло собой малоинтересные картины из соцстран.
В конце 80-х и уже в 1990-х годах работал с основателем фирмы «СВ-Дубль» и первым режиссёром студии дубляжа Сергеем Шпаковским и под режиссурой Александра Белявского пересекался с прошлым партнёром по телевизионной озвучке — Всеволодом Ларионовым. Другие использовали Германа исключительно как закадровый голос. В ноябре 1991 года выходит кинотеатральная озвучка к фильму «Русский дом» (режиссёр озвучивания — Алла Гончарова), и Герман Коваленко приглашается для чтения текста. Эмоциональный пласт артиста, оставшийся нетронутым (для удобства восприятия зрителями картин по правилам классического закадрового чтения), был явлен и полностью раскрыт в работе над мультфильмами, в которых актёр создал череду ярких образов. На дубляже многие его персонажи приобретали характер гротескных. Роли отчасти комедийные комичных и грубых ворчунов — и один из таких был умирающий Кирк Дуглас в «Оскаре» — в его начитке контрастировали с идущим на смерть Иешуа в польской версии «Мастера и Маргариты» 1989 года и Мастером, сыгранным Владиславом Ковальским в экранизации романа М. А. Булгакова, но самым любимым у детской аудитории стал Тигра.

«Герман — прекрасный актёр, и голос его, особенно в закадрах, незаменим. Один только „Привет, артист!“ чего стоит… Работали мы вместе в „Винни-Пухе“, в диснеевском мультсериале. Его Тигра был хара́ктерной удачей».
— Андрей Ярославцев
Герман Коваленко отдал голос герою «Новых приключений Винни-Пуха», вышедших в России на экраны в 1993 году в дубляже студии «Нота» (в самом мультфильме из уст персонажа даже прозвучали написанные им стихи), а для ЦТ дублировал ряд персонажей в мультсериале «Чип и Дейл спешат на помощь» (затем и в «Гуфи и его команда» у Марины Александровой на РТР). С Александром Леньковым и Вячеславом Богачёвым, с кем озвучивал «Винни-Пуха», спустя год участвовал в озвучке двух показанных каналом 2х2 последних сезонов «Черепашек-ниндзя», подготовленных к показу Телецентром. Дублировал Леонардо, Рокстеди и Бибопа. Принимал участие в закадровом озвучивании анимационных сериалов на Первой программе некоторых из них (в одном из последних аниме в эфире «Необыкновенная схватка»). Всего Герман Михайлович сделать так и не успел, застав только зарождающийся к 1995 году дубляж на телеканалах. В паре с одним из постоянных коллег, артистом ЦАТРА, Виталием Ованесовым продолжил озвучивать кинопродукцию, параллельно работал на «Видеофильме» для НТВ и читал переводы в фильмах с Чаком Норрисом и Луи де Фюнесом.
Отечественном зрителю особо запомнился озвучиванием первых зарубежных сериалов на советском телевидении, среди них, с начала 1980-х: «Джейн Эйр» (1986 год) и 4 части фильма «Спрут» (1986—1990 годы). Коваленко озвучил итальянский телесериал «Шантаж» в ноябре 1990 года, в котором читал закадровый текст, английского «Николаса Никльби», а ещё был голосом Инспектора Деррика конца 80-х годов, детектива Майка Хаммера (Стейси Кич), Билла Макмастера и Джейка Сандерса в премьерном показе «Возвращения в Эдем» в 1992 году. Жизнь актёра прервалась в ходе работы с Ириной Стекольниковой над большой премьерой Московского телеканала, американской мыльной драмой «Династия», в ранних сериях он озвучивал главу семейства Кэррингтонов — Блейка (Джон Форсайт).

### Последние годы и смерть
Также созвучная профессии недосказанность привела к тому, что в 1990 году Герман Коваленко за счёт средств автора издаёт сборник стихов «Мои печали», ставший памятником личным переживаниям прожитых лет и свидетельством многогранности актёрской и человеческой. Валентин Гафт подчёркивал:
«Артист, неравнодушно относящийся к своей профессии, в жизни переполнен мыслями и ощущениями, которые чаще всего не удаётся реализовать на сцене: это требует выхода.
Написанное Германом Коваленко не забава. Это сокровенно. Меня его стихи волнуют».
Скоропостижно ушёл из жизни 15 апреля 1996 года. Скончался на 62-м году жизни. Похоронен актёр на Хованском кладбище в Москве рядом с родителями.
У Германа остался родной брат Александр.
Руководитель театра Галина Волчек в эфире радиостанции Эхо Москвы (8 апреля 2001 года) об ушедших актёрах:
«Я не могу представить себе жизни этого театра без тех, кто ушел, и сегодня, когда 15-го мы будем представлять труппу 2000 года, их с нами не будет. Это люди, ушедшие от нас, наши артисты. Это и незаменимая наша Галя Соколова, это и Александр Вокач, это и наш Сева Давыдов, это и Герман Коваленко, их уже много. Но без них тоже невозможно было представить нашей жизни. Я умышленно называю только тех, кто ушел из жизни, работая в „Современнике“ с какого-то года и до конца своей жизни».

## Семья
- Жена — Ирина Викторовна Коваленко, преподаватель русского языка и литературы.
- Мать и отец — Любовь Яковлевна Коваленко (1910—1989) и Михаил Петрович Коваленко (1911—1992).
- Братья — Валерий Михайлович Коваленко (1937—2009) и Александр Михайлович Коваленко.

## Актёрские работы

### Кино и фильмы-спектакли
- 1990 — Долой огуречного короля (фильм-спектакль) — дедушка (Главная редакция программ для детей Центрального телевидения)
- 1989 — Женщины, которым повезло — Николай Николаевич — зам. министра образования
- 1987 — Большевики (фильм-спектакль) — Ногин — заместитель наркома труда
- 1985 — Встреча перед разлукой
- 1982 — Спешите делать добро (фильм-спектакль) — Усачёв, товарищ Мякишева по работе
- 1972 — Былое и думы. Я вышел рано, до звезды… 16 серия (фильм-спектакль) — Николай Гаврилович Чернышевский
- 1971 — Свой остров (фильм-спектакль) — Эннок
- 1968 — Шестое июля — Николай Абельман
- 1966 — Симфония, рожденная заново (фильм-спектакль) — Лаврентьев
- 1965 — Строится мост

### Радиопостановки и диафильмы
- 1992 — «Чисто английское убийство» (А. Кристи), 2 часть: Убийство за чашкой кофе (радиоспектакль) — Джеральд Мартин (Гостелерадиофонд)[10]
- 1989 — «Чук и Гек» (А. П. Гайдар) — текст от автора (Мелодия)[11]
- 1984 — «Фауст» (радиоспектакль) — директор театра, старик (Гостелерадиофонд)
- 1973 — «Мэри Поппинс рассказывает сказку» (П. Трэверс) — текст от автора (Мелодия)[12]
- 1971 — «Теорема Ферма» (В. Тучков) (радиоспектакль) — химик
- 1970 — «Мастера» (Рачо Стоянов) (цикл «Театру „Современник“ посвящается») — один из мастеров
- 1966 — «Обыкновенная история» (И. А. Гончаров) (радиоспектакль «Современника») — Антон Иванович

### Роли в театре «Современник»
Список работ не полон
- 1980 — «Мне хотя бы маленького щенка мужского рода» (Н. Брод) — гость (не включен в репертуар театра)
- 1976 — «Вишнёвый сад» (А. П. Чехов) — начальник станции
- 1976 — «Не стреляйте в белых лебедей» (Б. Л. Васильев) —
- 1975 — «Из записок Лопатина» (К. М. Симонов) — Веденеев
- 1967 — «Традиционный сбор» (В. С. Розов) — начальник Ольги
- 1960 — «Голый король» (Е. Л. Шварц) — повар, дирижёр??

### Озвучивание фильмов и телесериалов

#### Советское закадровое озвучивание
- 1971 — Человек, который смеётся / L’homme qui rit (Франция) — треть мужских ролей (Главная редакция кинопрограмм ЦТ, 1988 г.)[13][14]
- 1974—1998 — Инспектор Деррик (ФРГ) — инспектор Штефан Деррик (Хорст Тапперт) (Главная редакция кинопрограмм ЦТ, 1989—1990 гг.)[14]
- 1977—1981 — Больница на окраине города[14] / Nemocnice na kraji mesta (Чехословакия) — доктор Карел Сова-старший (Ладислав Худик), доктор Цвах (Йозеф Винкларж), доктор Владимир Ржегорж (Франтишек Гемец) (Главная редакция кинопрограмм ЦТ, 1990 г.)
- 1983 — Джейн Эйр (Великобритания) (закадровое озвучивание ЦТ СССР)[14]
- 1984—1989 — Спрут 1-4 / La Piovra (Италия, ФРГ, Франция) — Адвокат Терразини (Франсуа Перье), Бордонаро (Ренато Чеккетто), Нанни Сантамария (Пино Колицци), Тано Каридди (Ремо Джироне) и другие роли (закадровое озвучивание ЦТ СССР)[14]
- 1987 — Фигуристка (Канада) — половина мужских ролей (Главная редакция кинопрограмм ЦТ, 1989 г.)[14]
- 1988—1989 — Шантаж[итал.] / Il ricatto (Италия) (одноголосый перевод) (Главная редакция кинопрограмм ЦТ, 1990 г.)[14]

#### 1991—1996 — Студия кинопрограмм телерадиокомпании «Останкино» / корпорация «Видеофильм» для НТВ
- 1947 — Николас Никльби (Великобритания) (перевод ЦТ 1991 года)[14]
- 1957 — Враг внизу (США) — половина мужских ролей[15] (перевод Останкино)
- 1988 — Мастер и Маргарита / Mistrz i Malgorzata (Польша)[16] — рассказчик, Мастер (Владислав Ковальский), Иешуа Га-Ноцри (Тадеуш Брадецкий), Азазелло (Мариуш Бенуа), Арчибальд Арчибальдович (Владимир Беднарский), Максимилиан Поплавский (Ян Матяшкевич) (закадровое озвучивание Останкино 1994 года)

### Документальные фильмы
- 1988 / 1992 — Искусство Уолта Диснея / The South Bank Show: The Art of Walt Disney — Ричард Уильямс, Дэвис Марк, Брайан Сибли (перевод ст. «Нота» для РТР 1992 года)